# VII Comando del Distrito Aéreo
El VII Comando del Distrito Aéreo (Luftkreis-Kommando VII) fue una unidad de la Luftwaffe durante la Segunda Guerra Mundial.

## Historia
Fue formado el 6 de octubre de 1936 en Braunschweig como el Comando Administrativo Aéreo Armado Braunschweig, subordinado por el R.L.M.. El 12 de octubre de 1937 es renombrado 7.º Comando del Distrito Aéreo, y el  4 de febrero de 1938 junto con el 4.º Comando del Distrito Aéreo como el 2.º Comando del Grupo de la Fuerza Aére.

## Comandante
- Teniente General Helmuth Felmy – (6 de octubre de 1936 – 4 de febrero de 1938)

### Jefes de Estado Mayor
- Coronel Hans Siburg – (6 de octubre de 1936 – 1 de marzo de 1937)
- Teniente coronel Heinz-Hellmuth von Wühlisch – (1 de marzo de 1937 – 4 de febrero de 1938)

## Controladas las siguientes unidades
- VII Comandante Superior Aéreo en Braunschweig  - (1 de octubre de 1937 – 12 de octubre de 1937)
- 7.º Comandante Superior Aéreo en Braunschweig – (12 de octubre de 1937 – 4 de febrero de 1938)
- VII Comandante Superior de Artillería Antiaérea del Distrito Aéreo en Braunschweig – (1 de octubre de 1937 – 12 de octubre de 1937)
- 7.º Comandante Superior Antiaéreo en Braunschweig – (12 de octubre de 1937 – 4 de febrero de 1938)
- 3.º Comando Administrativo Aéreo en Hamburgo  - (1 de abril de 1937 – 12 de octubre de 1937)
- 9.º Comando Administrativo Aéreo en Hannover – (1 de abril de 1937 – 12 de octubre de 1937)
- III Comando Administrativo Aéreo en Hamburgo – (12 de octubre de 1937 – 4 de febrero de 1938)
- IX Comando Administrativo Aéreo en Hannover – (12 de octubre de 1937 – 4 de febrero de 1938)
- 7.º Grupo Aéreo de Mantención
- 17.º Regimiento Aéreo de Comunicaciones en Braunschweig – (1 de abril de 1937 – 4 de febrero de 1938)